# Where There's Smoke (ER)
Where There's Smoke is de achttiende aflevering van het tiende seizoen van de televisieserie ER, die voor het eerst werd uitgezonden op 8 april 2004.

## Verhaal
Op de SEH wordt een zwaargewonde brandweervrouw binnengebracht, het is Sandy Lopez en dr. Weaver wordt erbij geroepen om haar levenspartner bij te staan. Zij bezwijkt uiteindelijk aan haar verwondingen, zij laat een ontredderde dr. Weaver achter die nu een alleenstaande moeder wordt. Zij krijgt nog een klap te verwerken als de familie van Sandy de zorg van Henry op zich willen nemen zonder dr. Weaver. 
Dr. Lewis en de afdeling risico management willen proberen te achterhalen wat er precies gebeurd is met het sterfgeval in de afgelopen week. Ondertussen krijgt zij ineens weeën en hierop wordt haar opgedragen om absolute bedrust te houden. 
Dr. Gallant en Rasgotra blijven een discussie houden over hoe nu te handelen na het sterven van hun patiënt, dr. Gallant blijft bij zijn standpunt om hem verantwoordelijk te houden. Rasgotra is het hier niet mee eens en besluit om dan toch de waarheid te vertellen over de werkelijke gang van zaken. Dan vertelt dr. Gallant ineens dat hij weer opgeroepen is om zijn dienstplicht te vervullen en wordt naar Irak gestuurd, hij neemt emotioneel afscheid van Rasgotra. 
Taggart wordt verrast met een onverwachts bezoek van Steve, de vader van Alex. 
Dr. Corday krijgt tot haar grote verrassing te horen dat zij het nieuwe hoofd is van de afdeling chirurgie. 

## Rolverdeling

### Hoofdrollen
- Mekhi Phifer - Dr. Gregory Pratt
- Alex Kingston - Dr. Elizabeth Corday
- Goran Višnjić - Dr. Luka Kovac
- Sherry Stringfield - Dr. Susan Lewis
- Ming-Na - Dr. Jing-Mei Chen
- Sharif Atkins - Dr. Michael Gallant
- Laura Innes - Dr. Kerry Weaver
- John Aylward - Dr. Donald Anspaugh
- K.T. Thangavelu - Dr. Subramanian
- Linda Cardellini - verpleegster Samantha 'Sam' Taggart
- Oliver Davis - Alex Taggart
- Laura Cerón - verpleegster Chuny Marquez
- Deezer D - verpleger Malik McGrath
- Dinah Lenney - verpleegster Shirley
- Lyn Alicia Henderson - ambulancemedewerker Pamela Olbes
- Demetrius Navarro - ambulancemedewerker Morales
- Parminder Nagra - Neela Rasgrota
- Maura Tierney - Abby Lockhart
- Abraham Benrubi - Jerry Markovic
- Lisa Vidal - Sandy Lopez

### Gastrollen (selectie)
- José Zúñiga - Eduardo Lopez
- Renée Victor - Florina Lopez
- Tito Ortiz - Carlos Lopez
- Armin Shimerman - Levine
- Scott Klace - Chris Halpern
- Curt Lowens - Bob Jones
- Rob McElhenney - Andy Fesh
- Cole Hauser - Steve Curtis
- Andres Delgado - Zeke
- Chris Freeman - DeShazo